# Super Rugby (2016)
Super Rugby 2016 – 21. sezon Super Rugby i pierwszy po rozszerzeniu liczby zespołów do 18. Do rozgrywek po kilku latach przerwy powrócił południowoafrykański zespół Southern Kings, a ponadto do zawodów dołączyły pierwsze drużyny z Argentyny (Jaguares) i Japonii (Sunwolves). Zmagania rozpoczęły się pod koniec lutego i zakończyły – po czerwcowej przerwie reprezentacyjnej – na początku sierpnia.
W wielkim finale zmierzyły się dwie najlepsze drużyny sezonu zasadniczego, Hurricanes i Lions. Zwycięsko z tego starcia wyszli ci pierwsi, którzy po wcześniejszych dwóch nieudanych próbach zdobyli swój pierwszy tytuł mistrzowski.

## Format rozgrywek
W przeciwieństwie do poprzedniego sezonu, w rozgrywkach udział wzięło aż 18 drużyn: sześć z Południowej Afryki, po pięć z Australii i Nowej Zelandii oraz po jednej z Argentyny i Japonii. Zespoły australijskie i nowozelandzkie utworzyły Grupę Australazjatycką, a wewnątrz niej konferencje narodowe. Osiem pozostałych zespołów weszło w skład Grupy Południowoafrykańskiej, gdzie podzielono je na dwie konferencje według czynników geograficznych (zespół argentyński trafił do jednej, a japoński do drugiej). W ciągu 17 kolejek sezonu zasadniczego każda z ekip rozegrała 15 spotkań, dwukrotnie pauzując. W tej fazie zawodów rozegrano 135 meczów.
Z uwagi na nierówną liczbę drużyn w poszczególnych konferencjach, odmiennie rozplanowano także rozkład spotkań. Zespoły w czteroekipowych konferencjach południowoafrykańskich rozegrały wewnątrz własnej konferencji sześć spotkań zgodnie z systemem kołowym – po trzy u siebie i na wyjeździe. W pięciozespołowych konferencjach Grupy Australoazjatyckiej drużyny rozgrywały mecz i rewanż z dwiema ekipami z własnej konferencji oraz po jednym meczu z pozostałymi dwiema (jeden mecz u siebie, a drugi na wyjeździe). Ponadto każdy z zespołów rozegrał po jednym spotkaniu z wszystkimi drużynami z drugiej konferencji w swojej grupie oraz ze wszystkimi drużynami z jednej z konferencji w drugiej grupie.
Zwycięzcy wszystkich czterech konferencji uzyskali kwalifikację do fazy ćwierćfinałowej – drużyny te zostały automatycznie sklasyfikowane na czterech pierwszych miejscach, zostając uszeregowane na podstawie wewnętrznej czterozespołowej tabeli. Pozostałe ekipy stworzyły zbiorczą tabelę, zgodnie z którą wyłoniono cztery najlepsze ekipy mające uzupełnić skład fazy pucharowej (przyznano im odpowiednio miejsca 5–8). Zwycięzcy konferencji zostali rozstawieni w parach z drużynami, które uzyskały awans dzięki dzikim kartom w taki sposób, że najlepszy zwycięzca mierzył się z najsłabszym dokooptowanym itd. Pojedynczy, decydujący o awansie mecz rozegrano na obiekcie drużyny rozstawionej. W fazie półfinałowej najwyżej rozstawiony zespół ponownie mierzył się z rozstawionym najniżej, a zespół drugi pod tym względem – z trzecim. Przewagę własnego boiska miały raz jeszcze zespoły sklasyfikowane wyżej. Zwycięzcy tej rundy awansowali do wielkiego finału, który odbył się na stadionie zespołu wyżej rozstawionego.

## Sezon zasadniczy
| 1  | Hurricanes    | 15 | 11 | 0 | 4  | 458 | 314 | +144 | 61 | 37 | 7 | 2 | 53 |
| 2  | Brumbies      | 15 | 10 | 0 | 5  | 425 | 326 | +99  | 56 | 40 | 3 | 0 | 43 |
| 3  | Highlanders   | 15 | 11 | 0 | 4  | 422 | 273 | +149 | 50 | 28 | 4 | 4 | 52 |
| 4  | Chiefs        | 15 | 11 | 0 | 4  | 491 | 341 | +150 | 68 | 39 | 6 | 1 | 51 |
| 5  | Crusaders     | 15 | 11 | 0 | 4  | 487 | 317 | +170 | 65 | 40 | 5 | 1 | 50 |
| 6  | Waratahs      | 15 | 8  | 0 | 7  | 413 | 317 | +96  | 55 | 37 | 4 | 4 | 40 |
| 7  | Blues         | 15 | 8  | 1 | 6  | 374 | 380 | −6   | 45 | 47 | 2 | 3 | 39 |
| 8  | Rebels        | 15 | 7  | 0 | 8  | 365 | 486 | −121 | 46 | 65 | 2 | 1 | 31 |
| 9  | Reds          | 15 | 3  | 1 | 11 | 290 | 458 | −168 | 33 | 57 | 0 | 3 | 17 |
| 10 | Western Force | 15 | 2  | 0 | 13 | 260 | 441 | −181 | 25 | 60 | 0 | 5 | 13 |

| 1 | Lions          | 15 | 11 | 0 | 4  | 535 | 349 | +186 | 71 | 42 | 7 | 1 | 52 |
| 2 | Stormers       | 15 | 10 | 1 | 4  | 440 | 274 | +166 | 49 | 28 | 5 | 4 | 51 |
| 3 | Sharks         | 15 | 9  | 1 | 5  | 360 | 269 | +91  | 40 | 30 | 2 | 3 | 43 |
| 4 | Bulls          | 15 | 9  | 1 | 5  | 399 | 339 | +60  | 47 | 37 | 4 | 0 | 42 |
| 5 | Jaguares       | 15 | 4  | 0 | 11 | 376 | 427 | −51  | 44 | 51 | 1 | 5 | 22 |
| 6 | Cheetahs       | 15 | 4  | 0 | 11 | 377 | 425 | −48  | 47 | 48 | 1 | 4 | 21 |
| 7 | Southern Kings | 15 | 2  | 0 | 13 | 282 | 684 | −402 | 34 | 95 | 1 | 0 | 9  |
| 8 | Sunwolves      | 15 | 1  | 1 | 13 | 293 | 627 | −334 | 33 | 88 | 0 | 3 | 9  |

| Konferencja Australijska |               |     |
| Lp.                      | Zespół        | Pkt |
| ------------------------ | ------------- | --- |
| 1                        | Brumbies      | 43  |
| 2                        | Waratahs      | 40  |
| 3                        | Rebels        | 31  |
| 4                        | Reds          | 17  |
| 5                        | Western Force | 13  |

| Konferencja Nowozelandzka |             |     |
| Lp.                       | Zespół      | Pkt |
| ------------------------- | ----------- | --- |
| 1                         | Hurricanes  | 53  |
| 2                         | Highlanders | 52  |
| 3                         | Chiefs      | 51  |
| 4                         | Crusaders   | 50  |
| 5                         | Blues       | 39  |

| Konferencja Afryka I |           |     |
| Lp.                  | Zespół    | Pkt |
| -------------------- | --------- | --- |
| 1                    | Stormers  | 51  |
| 2                    | Bulls     | 42  |
| 3                    | Cheetahs  | 21  |
| 4                    | Sunwolves | 9   |

| Konferencja Afryka II |                |     |
| Lp.                   | Zespół         | Pkt |
| --------------------- | -------------- | --- |
| 1                     | Lions          | 52  |
| 2                     | Sharks         | 43  |
| 3                     | Jaguares       | 22  |
| 4                     | Southern Kings | 9   |

| Tabela zbiorcza |                |     |
| Lp.             | Zespół         | Pkt |
| --------------- | -------------- | --- |
| 1               | Hurricanes     | 53  |
| 2               | Lions          | 52  |
| 3               | Stormers       | 51  |
| 4               | Brumbies       | 43  |
| 5               | Highlanders    | 52  |
| 6               | Chiefs         | 51  |
| 7               | Crusaders      | 50  |
| 8               | Sharks         | 43  |
| 9               | Bulls          | 42  |
| 10              | Waratahs       | 40  |
| 11              | Blues          | 39  |
| 12              | Rebels         | 31  |
| 13              | Jaguares       | 22  |
| 14              | Cheetahs       | 21  |
| 15              | Reds           | 17  |
| 16              | Western Force  | 13  |
| 17              | Southern Kings | 9   |
| 18              | Sunwolves      | 9   |

| Legenda i zasady klasyfikacji | Legenda i zasady klasyfikacji                              | Legenda i zasady klasyfikacji | Legenda i zasady klasyfikacji | Legenda i zasady klasyfikacji | Legenda i zasady klasyfikacji | Legenda i zasady klasyfikacji | Legenda i zasady klasyfikacji | Legenda i zasady klasyfikacji | Legenda i zasady klasyfikacji | Legenda i zasady klasyfikacji | Legenda i zasady klasyfikacji | Legenda i zasady klasyfikacji | Legenda i zasady klasyfikacji | Legenda i zasady klasyfikacji | Legenda i zasady klasyfikacji | Legenda i zasady klasyfikacji | Legenda i zasady klasyfikacji | Legenda i zasady klasyfikacji | Legenda i zasady klasyfikacji | Legenda i zasady klasyfikacji | Legenda i zasady klasyfikacji | Legenda i zasady klasyfikacji | Legenda i zasady klasyfikacji | Legenda i zasady klasyfikacji | Legenda i zasady klasyfikacji | Legenda i zasady klasyfikacji | Legenda i zasady klasyfikacji | Legenda i zasady klasyfikacji | Legenda i zasady klasyfikacji | Legenda i zasady klasyfikacji | Legenda i zasady klasyfikacji | Legenda i zasady klasyfikacji | Legenda i zasady klasyfikacji | Legenda i zasady klasyfikacji | Legenda i zasady klasyfikacji | Legenda i zasady klasyfikacji | Legenda i zasady klasyfikacji | Legenda i zasady klasyfikacji | Legenda i zasady klasyfikacji | Legenda i zasady klasyfikacji | Legenda i zasady klasyfikacji | Legenda i zasady klasyfikacji | Legenda i zasady klasyfikacji | Legenda i zasady klasyfikacji | Legenda i zasady klasyfikacji | Legenda i zasady klasyfikacji | Legenda i zasady klasyfikacji | Legenda i zasady klasyfikacji | Legenda i zasady klasyfikacji | Legenda i zasady klasyfikacji | Legenda i zasady klasyfikacji | Legenda i zasady klasyfikacji | Legenda i zasady klasyfikacji | Legenda i zasady klasyfikacji | Legenda i zasady klasyfikacji | Legenda i zasady klasyfikacji | Legenda i zasady klasyfikacji | Legenda i zasady klasyfikacji | Legenda i zasady klasyfikacji | Legenda i zasady klasyfikacji | Legenda i zasady klasyfikacji | Legenda i zasady klasyfikacji | Legenda i zasady klasyfikacji | Legenda i zasady klasyfikacji | Legenda i zasady klasyfikacji | Legenda i zasady klasyfikacji | Legenda i zasady klasyfikacji | Legenda i zasady klasyfikacji | Legenda i zasady klasyfikacji | Legenda i zasady klasyfikacji | Legenda i zasady klasyfikacji | Legenda i zasady klasyfikacji | Legenda i zasady klasyfikacji | Legenda i zasady klasyfikacji | Legenda i zasady klasyfikacji | Legenda i zasady klasyfikacji | Legenda i zasady klasyfikacji | Legenda i zasady klasyfikacji | Legenda i zasady klasyfikacji | Legenda i zasady klasyfikacji | Legenda i zasady klasyfikacji | Legenda i zasady klasyfikacji | Legenda i zasady klasyfikacji | Legenda i zasady klasyfikacji | Legenda i zasady klasyfikacji | Legenda i zasady klasyfikacji | Legenda i zasady klasyfikacji | Legenda i zasady klasyfikacji | Legenda i zasady klasyfikacji | Legenda i zasady klasyfikacji | Legenda i zasady klasyfikacji | Legenda i zasady klasyfikacji | Legenda i zasady klasyfikacji | Legenda i zasady klasyfikacji | Legenda i zasady klasyfikacji | Legenda i zasady klasyfikacji | Legenda i zasady klasyfikacji | Legenda i zasady klasyfikacji | Legenda i zasady klasyfikacji |
| --- | ---------------------------------------------------------- | ----------------------------- | --- | ----------------------------- | ----------------------------- | ----------------------------- | ----------------------------- | ----------------------------- | ----------------------------- | ----------------------------- | ----------------------------- | ----------------------------- | ----------------------------- | ----------------------------- | ----------------------------- | ----------------------------- | ----------------------------- | ----------------------------- | ----------------------------- | ----------------------------- | ----------------------------- | ----------------------------- | ----------------------------- | ----------------------------- | ----------------------------- | ----------------------------- | ----------------------------- | ----------------------------- | ----------------------------- | ----------------------------- | ----------------------------- | ----------------------------- | ----------------------------- | ----------------------------- | ----------------------------- | ----------------------------- | ----------------------------- | ----------------------------- | ----------------------------- | ----------------------------- | ----------------------------- | ----------------------------- | ----------------------------- | ----------------------------- | ----------------------------- | ----------------------------- | ----------------------------- | ----------------------------- | ----------------------------- | ----------------------------- | ----------------------------- | ----------------------------- | ----------------------------- | ----------------------------- | ----------------------------- | ----------------------------- | ----------------------------- | ----------------------------- | ----------------------------- | ----------------------------- | ----------------------------- | ----------------------------- | ----------------------------- | ----------------------------- | ----------------------------- | ----------------------------- | ----------------------------- | ----------------------------- | ----------------------------- | ----------------------------- | ----------------------------- | ----------------------------- | ----------------------------- | ----------------------------- | ----------------------------- | ----------------------------- | ----------------------------- | ----------------------------- | ----------------------------- | ----------------------------- | ----------------------------- | ----------------------------- | ----------------------------- | ----------------------------- | ----------------------------- | ----------------------------- | ----------------------------- | ----------------------------- | ----------------------------- | ----------------------------- | ----------------------------- | ----------------------------- | ----------------------------- | ----------------------------- | ----------------------------- | ----------------------------- | ----------------------------- | ----------------------------- | ----------------------------- |
| |                                                            |                               | |                               |                               |                               |                               |                               |                               |                               |                               |                               |                               |                               |                               |                               |                               |                               |                               |                               |                               |                               |                               |                               |                               |                               |                               |                               |                               |                               |                               |                               |                               |                               |                               |                               |                               |                               |                               |                               |                               |                               |                               |                               |                               |                               |                               |                               |                               |                               |                               |                               |                               |                               |                               |                               |                               |                               |                               |                               |                               |                               |                               |                               |                               |                               |                               |                               |                               |                               |                               |                               |                               |                               |                               |                               |                               |                               |                               |                               |                               |                               |                               |                               |                               |                               |                               |                               |                               |                               |                               |                               |                               |                               |                               |                               |                               |                               |                               |
| Legenda: |                                                            |                               | |                               |                               |                               |                               |                               |                               |                               |                               |                               |                               |                               |                               |                               |                               |                               |                               |                               |                               |                               |                               |                               |                               |                               |                               |                               |                               |                               |                               |                               |                               |                               |                               |                               |                               |                               |                               |                               |                               |                               |                               |                               |                               |                               |                               |                               |                               |                               |                               |                               |                               |                               |                               |                               |                               |                               |                               |                               |                               |                               |                               |                               |                               |                               |                               |                               |                               |                               |                               |                               |                               |                               |                               |                               |                               |                               |                               |                               |                               |                               |                               |                               |                               |                               |                               |                               |                               |                               |                               |                               |                               |                               |                               |                               |                               |                               |                               |
| | liderzy konferencji awansują do fazy pucharowej.           |                               | M – mecze rozegrane, W – mecze wygrane, R – mecze zremisowane, P – mecze przegrane, p+ – „małe punkty” zdobyte, p− – „małe punkty” stracone, p+/− – różnica „małych punktów”, P+ – przyłożenia zdobyte, P− – przyłożenia stracone, BO – ofensywne punkty bonusowe, BD – defensywne punkty bonusowe, Pkt – „duże punkty” |                               |                               |                               |                               |                               |                               |                               |                               |                               |                               |                               |                               |                               |                               |                               |                               |                               |                               |                               |                               |                               |                               |                               |                               |                               |                               |                               |                               |                               |                               |                               |                               |                               |                               |                               |                               |                               |                               |                               |                               |                               |                               |                               |                               |                               |                               |                               |                               |                               |                               |                               |                               |                               |                               |                               |                               |                               |                               |                               |                               |                               |                               |                               |                               |                               |                               |                               |                               |                               |                               |                               |                               |                               |                               |                               |                               |                               |                               |                               |                               |                               |                               |                               |                               |                               |                               |                               |                               |                               |                               |                               |                               |                               |                               |                               |                               |
| | zespoły z dzikimi kartami awansują do fazy pucharowej.     |                               | M – mecze rozegrane, W – mecze wygrane, R – mecze zremisowane, P – mecze przegrane, p+ – „małe punkty” zdobyte, p− – „małe punkty” stracone, p+/− – różnica „małych punktów”, P+ – przyłożenia zdobyte, P− – przyłożenia stracone, BO – ofensywne punkty bonusowe, BD – defensywne punkty bonusowe, Pkt – „duże punkty” |                               |                               |                               |                               |                               |                               |                               |                               |                               |                               |                               |                               |                               |                               |                               |                               |                               |                               |                               |                               |                               |                               |                               |                               |                               |                               |                               |                               |                               |                               |                               |                               |                               |                               |                               |                               |                               |                               |                               |                               |                               |                               |                               |                               |                               |                               |                               |                               |                               |                               |                               |                               |                               |                               |                               |                               |                               |                               |                               |                               |                               |                               |                               |                               |                               |                               |                               |                               |                               |                               |                               |                               |                               |                               |                               |                               |                               |                               |                               |                               |                               |                               |                               |                               |                               |                               |                               |                               |                               |                               |                               |                               |                               |                               |                               |                               |
| | zespoły, które zakończyły rozgrywki po sezonie zasadniczym |                               | M – mecze rozegrane, W – mecze wygrane, R – mecze zremisowane, P – mecze przegrane, p+ – „małe punkty” zdobyte, p− – „małe punkty” stracone, p+/− – różnica „małych punktów”, P+ – przyłożenia zdobyte, P− – przyłożenia stracone, BO – ofensywne punkty bonusowe, BD – defensywne punkty bonusowe, Pkt – „duże punkty” |                               |                               |                               |                               |                               |                               |                               |                               |                               |                               |                               |                               |                               |                               |                               |                               |                               |                               |                               |                               |                               |                               |                               |                               |                               |                               |                               |                               |                               |                               |                               |                               |                               |                               |                               |                               |                               |                               |                               |                               |                               |                               |                               |                               |                               |                               |                               |                               |                               |                               |                               |                               |                               |                               |                               |                               |                               |                               |                               |                               |                               |                               |                               |                               |                               |                               |                               |                               |                               |                               |                               |                               |                               |                               |                               |                               |                               |                               |                               |                               |                               |                               |                               |                               |                               |                               |                               |                               |                               |                               |                               |                               |                               |                               |                               |                               |
| |                                                            |                               | |                               |                               |                               |                               |                               |                               |                               |                               |                               |                               |                               |                               |                               |                               |                               |                               |                               |                               |                               |                               |                               |                               |                               |                               |                               |                               |                               |                               |                               |                               |                               |                               |                               |                               |                               |                               |                               |                               |                               |                               |                               |                               |                               |                               |                               |                               |                               |                               |                               |                               |                               |                               |                               |                               |                               |                               |                               |                               |                               |                               |                               |                               |                               |                               |                               |                               |                               |                               |                               |                               |                               |                               |                               |                               |                               |                               |                               |                               |                               |                               |                               |                               |                               |                               |                               |                               |                               |                               |                               |                               |                               |                               |                               |                               |                               |                               |
| Zasady rozgrywek: |                                                            |                               | |                               |                               |                               |                               |                               |                               |                               |                               |                               |                               |                               |                               |                               |                               |                               |                               |                               |                               |                               |                               |                               |                               |                               |                               |                               |                               |                               |                               |                               |                               |                               |                               |                               |                               |                               |                               |                               |                               |                               |                               |                               |                               |                               |                               |                               |                               |                               |                               |                               |                               |                               |                               |                               |                               |                               |                               |                               |                               |                               |                               |                               |                               |                               |                               |                               |                               |                               |                               |                               |                               |                               |                               |                               |                               |                               |                               |                               |                               |                               |                               |                               |                               |                               |                               |                               |                               |                               |                               |                               |                               |                               |                               |                               |                               |                               |                               |
| Kwalifikacja: Osiem najlepszych drużyn awansuje do fazy pucharowej, zaś ich pozycja w końcowej tabeli odpowiada za rozstawienie w fazie pucharowej. Zwycięzcy poszczególnych konferencji sklasyfikowani są na miejscach 1–4 zgodnie z pozycją w odrębnej tabeli. Pozostałe cztery miejsca (5–8) zajmują zespoły z dzikimi kartami, a więc cztery najwyżej sklasyfikowane w łącznej tabeli zespoły z wyłączeniem zwycięzców konferencji. W fazie ćwierćfinałowej mecze rozgrywane są na obiektach ekip wyżej sklasyfikowanych w następujących parach 1. z 8., 2. z 7., 3. z 6. i 4. z 5. Zwycięzcy pojedynków awansują do półfinałów, gdzie ponownie pary ustalane są na podstawie pozycji po sezonie zasadniczym. Najwyżej rozstawiona drużyna mierzy się z rozstawioną najniżej, drugą zaś parę tworzą pozostałe zespoły. Gospodarzem półfinału jest drużyna wyżej rozstawiona. Zwycięzcy rundy półfinałowej awansują do finału, który rozgrywany jest na obiekcie drużyny wyżej sklasyfikowanej. Punktowanie: • 4 punkty za zwycięstwo • 2 punkty za remis • 1 punkt za porażkę 7 lub mniejszą liczbą punktów (bonus defensywny) • 1 punkt za zdobycie w meczu trzech przyłożeń więcej od przeciwnika (bonus ofensywny) Klasyfikacja: Pozycje zespołów ustala się według następujących reguł: • zwycięzcy konferencji (najlepsze drużyny z każdej konferencji zajmują cztery czołowe miejsca w łącznej tabeli niezależnie od sumy punktów) • „duże punkty” • liczba meczów wygranych • różnica „małych punktów” • liczba zdobytych przyłożeń • różnica przyłożeń |                                                            |                               | |                               |                               |                               |                               |                               |                               |                               |                               |                               |                               |                               |                               |                               |                               |                               |                               |                               |                               |                               |                               |                               |                               |                               |                               |                               |                               |                               |                               |                               |                               |                               |                               |                               |                               |                               |                               |                               |                               |                               |                               |                               |                               |                               |                               |                               |                               |                               |                               |                               |                               |                               |                               |                               |                               |                               |                               |                               |                               |                               |                               |                               |                               |                               |                               |                               |                               |                               |                               |                               |                               |                               |                               |                               |                               |                               |                               |                               |                               |                               |                               |                               |                               |                               |                               |                               |                               |                               |                               |                               |                               |                               |                               |                               |                               |                               |                               |

## Faza pucharowa
|  |              |              |              |             |    |           |            |           |  |  |       |       |       |
|  | Ćwierćfinały | Ćwierćfinały | Ćwierćfinały |             |    | Półfinały | Półfinały  | Półfinały |  |  | Finał | Finał | Finał |
|  | Ćwierćfinały | Ćwierćfinały | Ćwierćfinały |             |    | Półfinały | Półfinały  | Półfinały |  |  | Finał | Finał | Finał |
|  |              |              |              |             |    |           |            |           |  |  |       |       |       |
|  |              |              |              |             |    |           |            |           |  |  |       |       |       |
|  | 1            | Hurricanes   | 41           |             |    |           |            |           |  |  |       |       |       |
|  | 1            | Hurricanes   | 41           |             |    |           |            |           |  |  |       |       |       |
|  | 8            | Sharks       | 0            |             |    |           |            |           |  |  |       |       |       |
|  | 8            | Sharks       | 0            |             |    | 1         | Hurricanes | 25        |  |  |       |       |       |
|  |              |              |              |             |    | 1         | Hurricanes | 25        |  |  |       |       |       |
|  |              |              | 6            | Chiefs      | 9  |           |            |           |  |  |       |       |       |
|  | 3            | Stormers     | 6            | Chiefs      | 9  | 21        |            |           |  |  |       |       |       |
|  | 3            | Stormers     |              |             |    |           |            |           |  |  |       |       |       |
|  | 6            | Chiefs       | 60           |             |    |           |            |           |  |  |       |       |       |
|  | 6            | Chiefs       | 60           |             |    | 1         | Hurricanes | 20        |  |  |       |       |       |
|  |              |              |              |             |    |           |            |           |  |  |       |       |       |
|  |              |              | 2            | Lions       | 3  |           |            |           |  |  |       |       |       |
|  | 2            | Lions        | 2            | Lions       | 3  | 42        |            |           |  |  |       |       |       |
|  | 2            | Lions        |              |             |    |           |            |           |  |  |       |       |       |
|  | 7            | Crusaders    | 25           |             |    |           |            |           |  |  |       |       |       |
|  | 7            | Crusaders    | 25           |             |    | 2         | Lions      | 42        |  |  |       |       |       |
|  |              |              |              |             |    | 2         | Lions      | 42        |  |  |       |       |       |
|  |              |              | 5            | Highlanders | 30 |           |            |           |  |  |       |       |       |
|  | 4            | Brumbies     | 5            | Highlanders | 30 | 9         |            |           |  |  |       |       |       |
|  | 4            | Brumbies     |              |             |    |           |            |           |  |  |       |       |       |
|  | 5            | Highlanders  | 15           |             |    |           |            |           |  |  |       |       |       |
|  | 5            | Highlanders  | 15           |             |    |           |            |           |  |  |       |       |       |

### Ćwierćfinały
| 22 lipca 201618:00 AET (UTC+10) | Brumbies           | 9:15(6:10) | Highlanders                                  | Canberra Stadium, Canberra Sędzia: Angus Gardner |
| 22 lipca 201618:00 AET (UTC+10) | Lealiʻifano 9 (3K) | 9:15(6:10) | Naholo 5 (P), Sopoaga 5 (pd K), Squire 5 (P) | Canberra Stadium, Canberra Sędzia: Angus Gardner |
| 22 lipca 201618:00 AET (UTC+10) | Toʻomua            | 9:15(6:10) |                                              | Canberra Stadium, Canberra Sędzia: Angus Gardner |

| 23 lipca 201619:35 NZT (UTC+12) | Hurricanes | 41:0(13:0) | Sharks | Westpac Stadium, Wellington Sędzia: Glen Jackson |
| 23 lipca 201619:35 NZT (UTC+12) | Barrett 9 (3pd K), Woodward 7 (P pd), Fifita 5 (P), Marshall 5 (P), Perenara 5 (P), Shields 5 (P), Uhila 5 (P) | 41:0(13:0) |        | Westpac Stadium, Wellington Sędzia: Glen Jackson |

| 23 lipca 201619:00 SAST (UTC+2) | Stormers                                                    | 21:60(14:34) | Chiefs | Newlands Stadium, Kapsztad Sędzia: Jaco Peyper |
| 23 lipca 201619:00 SAST (UTC+2) | Koch 10 (2P), Carr 5 (P), Du Preez 4 (2pd), Thompson 2 (pd) | 21:60(14:34) | McKenzie 25 (P 7pd 2K), Elliott 5 (P), Kerr-Barlow 5 (P), Koloamatangi 5 (P), Lowe 5 (P), McNicol 5 (P), Sanders 5 (P), Weber 5 (P) | Newlands Stadium, Kapsztad Sędzia: Jaco Peyper |

| 23 lipca 201616:30 SAST (UTC+2) | Lions | 42:25(22:10) | Crusaders                                                         | Ellis Park, Johannesburg Sędzia: Craig Joubert |
| 23 lipca 201616:30 SAST (UTC+2) | Jantjies 17 (4pd dg 2K), Combrinck 5 (P), Cronjé 5 (P), Janse van Rensburg 5 (P), Marx 5 (P), Skosan 5 (P) | 42:25(22:10) | Moʻunga 10 (2pd 2K), Crotty 5 (P), Drummond 5 (P), Volavola 5 (P) | Ellis Park, Johannesburg Sędzia: Craig Joubert |
| 23 lipca 201616:30 SAST (UTC+2) | Romano | 42:25(22:10) |                                                                   | Ellis Park, Johannesburg Sędzia: Craig Joubert |

### Półfinały
| 30 lipca 201619:35 NZT (UTC+12) | Hurricanes                                        | 25:9(15:6) | Chiefs          | Westpac Stadium, Wellington Sędzia: Angus Gardner |
| 30 lipca 201619:35 NZT (UTC+12) | Barrett 15 (P 2pd 2K), Halaholo 5 (P), Vito 5 (P) | 25:9(15:6) | McKenzie 9 (3K) | Westpac Stadium, Wellington Sędzia: Angus Gardner |
| 30 lipca 201619:35 NZT (UTC+12) | Jane                                              | 25:9(15:6) |                 | Westpac Stadium, Wellington Sędzia: Angus Gardner |

| 30 lipca 201615:00 SAST (UTC+2) | Lions                                                                                      | 42:30(17:6) | Highlanders                                                      | Ellis Park, Johannesburg Sędzia: Jaco Peyper |
| 30 lipca 201615:00 SAST (UTC+2) | Jantjies 22 (P 4pd 3K), Erasmus 5 (P), Janse van Rensburg 5 (P), Kriel 5 (P), Skosan 5 (P) | 42:30(17:6) | Sopoaga 15 (P 2pd 2K), Faddes 5 (P), Naholo 5 (P), Wheeler 5 (P) | Ellis Park, Johannesburg Sędzia: Jaco Peyper |

### Finał
| 6 sierpnia 201619:35 NZT (UTC+12) | Hurricanes                        | 20:3(10:3) | Lions          | Westpac Stadium, Wellington Sędzia: Glen Jackson |
| 6 sierpnia 201619:35 NZT (UTC+12) | Barrett 15 (P 2pd 2K), Jane 5 (P) | 20:3(10:3) | Jantjies 3 (K) | Westpac Stadium, Wellington Sędzia: Glen Jackson |

## Statystyki

### Najlepiej punktujący
| Lp. | Zawodnik              | Zespół      | P  | pd | K  | dg | Pkt |
| --- | --------------------- | ----------- | -- | -- | -- | -- | --- |
| 1.  | Beauden Barrett       | Hurricanes  | 9  | 50 | 25 | 1  | 223 |
| 2.  | Damian McKenzie       | Chiefs      | 10 | 43 | 21 | 0  | 199 |
| 3.  | Elton Jantjies        | Lions       | 3  | 44 | 27 | 2  | 190 |
| 4.  | Lima Sopoaga          | Highlanders | 5  | 34 | 29 | 2  | 186 |
| 5.  | Richie Moʻunga        | Crusaders   | 5  | 41 | 24 | 0  | 179 |
| 6.  | Christian Lealiʻifano | Brumbies    | 3  | 41 | 22 | 0  | 163 |
| 7.  | Nicolás Sánchez       | Jaguares    | 2  | 24 | 27 | 1  | 142 |
| 8.  | Ihaia West            | Blues       | 4  | 19 | 24 | 0  | 130 |
| 9.  | Jean-Luc Du Plessis   | Stormers    | 2  | 26 | 22 | 0  | 128 |
| 10. | Jack Debreczeni       | Rebels      | 2  | 25 | 20 | 0  | 120 |
| 10. | Bernard Foley         | Waratahs    | 1  | 35 | 15 | 0  | 120 |
| 12. | Francois Brummer      | Bulls       | 1  | 22 | 19 | 1  | 109 |
| 13. | Tusi Pisi             | Sunwolves   | 2  | 16 | 21 | 0  | 105 |
| 14. | Jake Mcintyre         | Reds        | 2  | 15 | 14 | 1  | 85  |
| 15. | Lous Fouché           | Kings       | 1  | 17 | 14 | 0  | 81  |

### Najwięcej przyłożeń
| Lp. | Zawodnik                 | Zespół      | P  |
| --- | ------------------------ | ----------- | -- |
| 1.  | Israel Folau             | Waratahs    | 11 |
| 2.  | Damian McKenzie          | Chiefs      | 10 |
| 2.  | Courtnall Skosan         | Lions       | 10 |
| 2.  | Matt Faddes              | Highlanders | 10 |
| 2.  | Rohan Janse van Rensburg | Lions       | 10 |
| 6.  | Beauden Barrett          | Hurricanes  | 9  |
| 6.  | Reece Hodge              | Rebels      | 9  |
| 6.  | Akihito Yamada           | Sunwolves   | 9  |
| 6.  | Lionel Mapoe             | Lions       | 9  |
| 6.  | Sergeal Petersen         | Cheetahs    | 9  |
| 6.  | Seta Tamanivalu          | Chiefs      | 9  |
| 12. | Ruan Combrinck           | Lions       | 8  |
| 12. | Leolin Zas               | Stormers    | 8  |
| 12. | Waisake Naholo           | Highlanders | 8  |
| 15. | James Lowe               | Chiefs      | 7  |
| 15. | Johnny McNicholl         | Crusaders   | 7  |
| 15. | Ryan Crotty              | Crusaders   | 7  |
| 15. | Stephen Moore            | Brumbies    | 7  |
| 15. | TJ Perenara              | Hurricanes  | 7  |